# Joseph Spruyt
Joseph ("Jos") Spruyt (Viersel, 25 februari 1943) is een voormalig Belgisch wielrenner. Hij was doorheen zijn carrière superknecht en vriend van Eddy Merckx. Hij wist enkele grote wedstrijden te winnen en behaalde veel ereplaatsen. 

## Biografie
Joseph Spruyt was profwielrenner van 1965 tot 1976. Hij was vooral bekend als ronderenner en als een voornaam helper van Eddy Merckx. Hij nam onder andere 8 maal deel aan de Ronde van Frankrijk, reed deze 5 maal uit en won 3 etappes waaronder één Alpenrit waarin de Mont Ventoux vervat zat (de editie 1974). Zijn belangrijkste overwinningen in eendagswedstrijden waren de Scheldeprijs in 1966 en de Brabantse Pijl in 1971. 
Wat door zijn connectie met Eddy Merckx overschaduwd wordt, zijn de diensten die hij Raymond Poulidor bewees aan het begin van Spruyts carrière, toen Poupou en Spruyt reden voor Mercier-BP-Hutchinson totdat Spruyt in 1968 naar Faema overstapte. In die periode had Spruyt al drie maal de Ronde van Spanje éénmaal de Ronde van Frankrijk uitgereden. 

## Belangrijkste overwinningen en ereplaatsen
1966
- 1e in de 8e etappe Parijs-Nice
- 1e in de Scheldeprijs

1967
- 2e in Omloop Het Volk
- 8e in Bordeaux-Parijs
- 1e in Turnhout en Assent

1968
- 1e in Kessel-Lier en Mol
- 10e in de eindrangschikking Ronde van Spanje

1969
- 1e in de 22e etappe deel A Ronde van Frankrijk
- 1e in Turnhout en Stabroek

1970
- 1e in de 22e etappe deel A Ronde van Frankrijk

1971
- 1e in de Brabantse Pijl
- 6e in Milaan-San Remo
- 9e in de Amstel Gold Race
- 2e Nationaal Kampioenschap op de weg België

1973
- 1e in Eernegem, Willebroek en Tessenderloo

1974
- 1e in de 5e etappe Ronde van Frankrijk

1974'
- 1e in Melle

## Resultaten in voornaamste wedstrijden
| Jaar | Ronde van Italië | Ronde van Frankrijk | Ronde van Spanje |
| ---- | ---------------- | ------------------- | ---------------- |
| 1965 |                  |                     | 37e              |
| 1966 |                  | buiten tijd         |                  |
| 1967 |                  | 47e                 | 52e              |
| 1968 | 42e              |                     | 10e              |
| 1969 |                  | 28e (1)             |                  |
| 1970 | 54e              | 46e (1)             |                  |
| 1971 |                  | 44e                 |                  |
| 1972 | 46e              | opgave              |                  |
| 1973 | 42e              |                     | 49e              |
| 1974 |                  | 50e (1)             |                  |
| 1975 |                  | opgave              |                  |

| Jaar | Milaan-San Remo | Gent-Wevelgem | Ronde van Vlaanderen | Parijs-Roubaix | Amstel Gold Race | Luik-Bast.‑Luik | Waalse Pijl | Brabantse Pijl | Omloop Het Volk |
| ---- | --------------- | ------------- | -------------------- | -------------- | ---------------- | --------------- | ----------- | -------------- | --------------- |
| 1965 |                 |               |                      |                |                  |                 |             |                |                 |
| 1966 | 61e             | 26e           | 24e                  | 22e            |                  | 11e             | 19e         |                | 4e              |
| 1967 |                 | 20e           | 17e                  |                |                  |                 |             |                | Zilver          |
| 1968 |                 | 25e           |                      |                |                  |                 | 18e         | 10e            | 26e             |
| 1969 | 57e             |               | 10e                  |                |                  | 26e             |             | 6e             |                 |
| 1970 |                 |               |                      | 15e            |                  |                 |             |                |                 |
| 1971 | 6e              | 36e           | 14e                  | 17e            | 9e               | 23e             | 14e         | Goud           | 30e             |
| 1972 |                 | 26e           | 25e                  | 37e            |                  | 14e             | 15e         | 7e             |                 |
| 1973 |                 |               |                      |                |                  | 56e             |             |                |                 |
| 1974 | 26e             |               |                      |                |                  |                 |             |                | 24e             |
| 1975 |                 |               | 26e                  |                |                  |                 |             |                | 31e             |